# Borboropactus jiangyong
Borboropactus jiangyong is een spinnensoort in de taxonomische indeling van de krabspinnen (Thomisidae).
Het dier behoort tot het geslacht Borboropactus. De wetenschappelijke naam van de soort werd voor het eerst geldig gepubliceerd in 2004 door Chang-Min Yin et al..